# Beaver Club

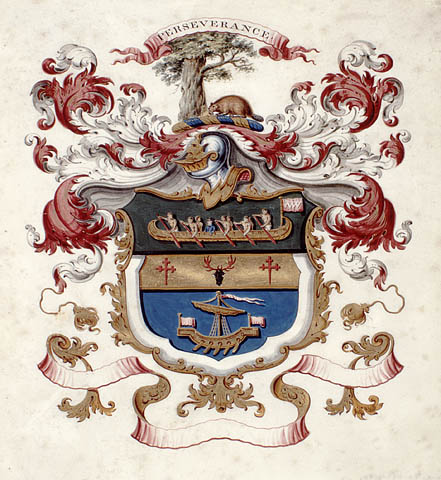
A North West Company címere

A Beaver Club 1785-ben létrejött gentlemen's dining club, melyet túlnyomórészt anglofón montréali szőrmekereskedők alapítottak.  A Beaver Club tagjai voltak a későbbi montréali felsőosztály elődei. 

## Eredet

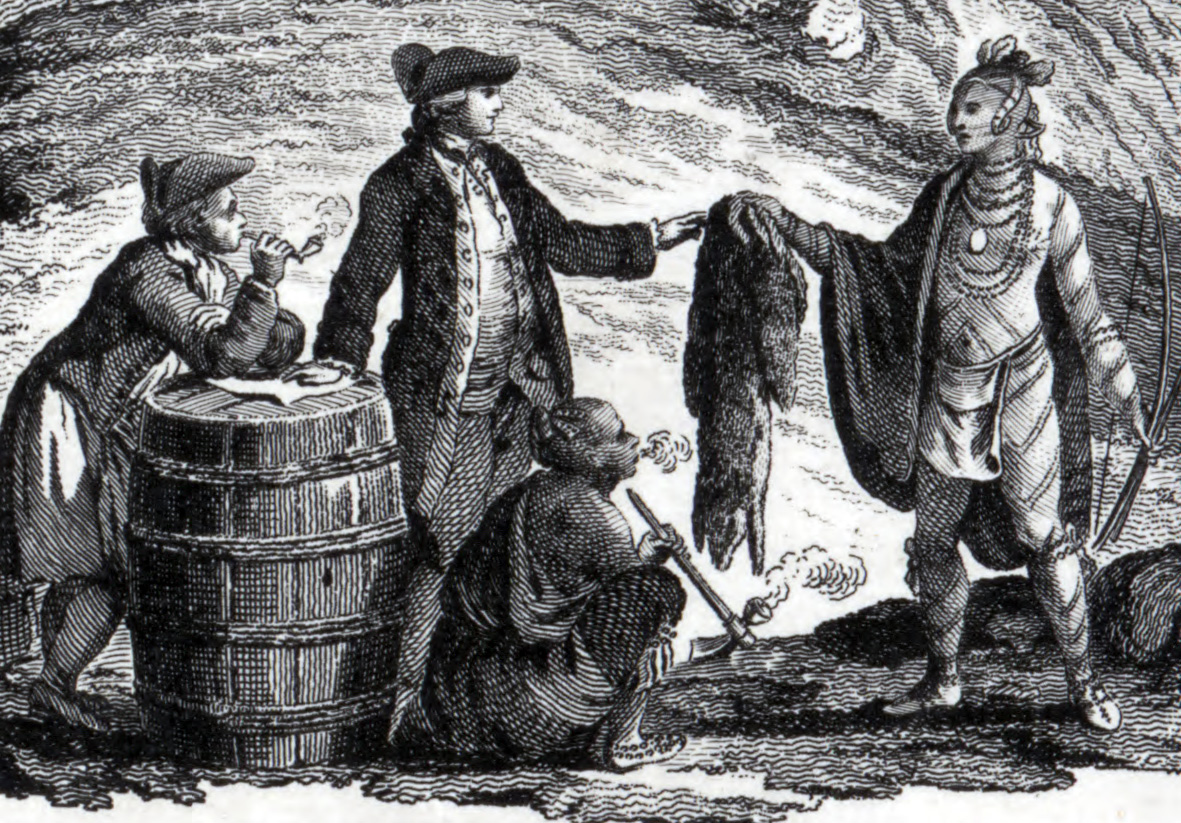
Egy kanadai prémkereskedő 1777-ben

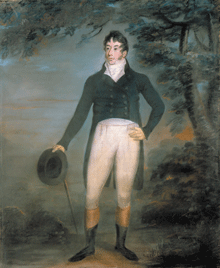
John MacDonald, A Beaver Club és a kanadai prémkereskedelem egyik dörzsölt, tehetős és vakmerő tagja.

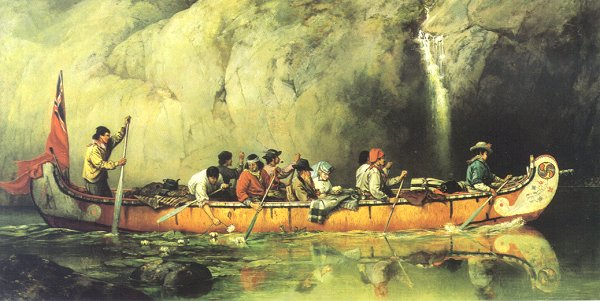
Rivális Hudson's Bay Company kenu 1890-ben. Prémkereskedőt és feleségét szállítja, ugyanúgy, mint az szokásban volt a North West Companynál

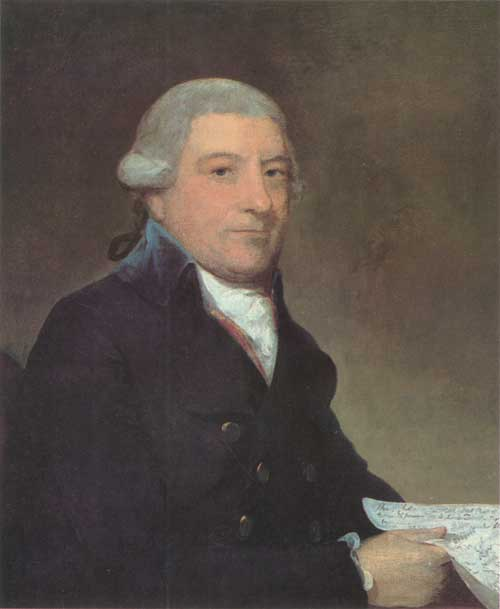
Alexander Henry (1739–1824), a Beaver Club alelnöke, aki publikálta felfedezéseit és élményeit az ojibwa törzzsel, mielőtt belépett volna a North West Companybe

A 18. századi Észak-Amerikában a montréali „szőrmebárókat” gazdagságuk és pazar életmódjuk alapján csak Virginia „dohányuraival” lehetett volna összehasonlítani. A Beaver Club tagjai bon viveurs-ként éltek, és híresek voltak skót-felföldi vendégszeretetükről és vidám, örömteli magatartásukról, melyek az üléseiket jellemezték. John Bigsby angol geológus a The Shoe and Canoe című szórakoztató könyvében ezeknek a kezdeti montréali szőrmekereskedőknek az életét ismerteti:
|  | „Számos fiatalember, főként jó skót családok leszármazottai, akik jóképességű, merész és talán kissé meggondolatlan emberek, társasággá (ti. North West Company) alakultak, hogy forgalmat bonyolítsanak a tiltott földön (ti. a rivális Hudson's Bay Company területén ) a királyi okirat ellenében. ” |
|  | |

|  | „Az első osztályú indián kereskedő nem egyszerű hétköznapi ember. Katona-kereskedő, és egyesíti az egyik nemességét a másik dörzsöltségével. Montréal akkor a legjobb hely volt hogy az ember ilyen osztálybeliekkel találkozzon. Gyorsan költekeznek, ismernek minden bohóckodást, csínyt és utcai bolondozást, és tőlük származik az összes agyafúrt dolog: de ezek csak rövid pihenőnapok számukra: amikor arcuk nyugatra fordul, a sodrás irányába, karakterük egyből megváltozik. ” |
|  | |

|  | „Az indián kereskedő merész, szögletes mellkasú, masszív, napbarnította ember, akinek rendkívül hosszú a haja, így védekezik a szúnyogok ellen. Ugyanúgy otthon van lóháton vagy a kenuban - fáradhatatlan, amikor szükség van rá, nem törődik a meleggel és hideggel, és bátor, mint az acél, mintha elbűvölő életet élne, olyan országokban, ahol a királynő törvényei alig vannak jelen, ahol csak az egyén törvényei érvényesek. Gyakran nemcsak az indiánokkal kell megküzdenie és a többi kereskedővel helyt állnia, hanem küzdenie kell a saját embereivel is. A kedvesség, erő és az ügyesség birtokában általában egy kivételével a fent említettek mindegyikével meg kell küzdenie. ” |
|  | |

1786-ban a Simon McTavish és a Frobisher család által irányított North West Companynek 28 fő partnere volt, akik egy 2000 fős hadseregnyi személyzet lévén folytatták kereskedelmüket, nem számítva ide indián partnereiket. Ugyanebben az évben 203 378 font értékben exportáltak szőrmét, amit 116 623 hódbunda és 473 534 másfajta prém tett ki. Ahogyan a bevétel emelkedni kezdett, a North West Company fő partnerei visszavonultak a vadonba való felfedezésektől, hogy üzletüket egyengessék Montréalból London és Párizs irányába. Megfelelő megjelenéssel két vagy három fő partner indult mindig útnak Montréalból az éves 'telelő fiatal partnerek' találkozójára a Grand Portage (mai Minnesota) és Fort William környékére (mai Ontario). 
Lachine-ál, a mai Montréal déli részénél, a montréali társak felszálltak hatalmas kenuikra, amelyeket voyageurs-eik (francia-kanadai kereskedők) és vadászaik irányítottak hosszú bundákba öltözve fényes selyemszalagokkal a fejük és nyakuk körül. A voyageurs-ök voltak a legtapasztaltabb kenuzók és vadon utazók a világon, és a partnereket oly nagy büszkeséggel töltötte el megedzett szolgálóik szakismerete, hogy minden út után egy régale-t adtak nekik, ami egy gallon rum volt. A partnerek szembetűnő látványt nyújtottak kenuikban, fodrozott és aranyfonatokkal díszített ruhákban és sárgaréz markolatú pisztollyal és tőrrel övükön. 1894-ben Brian Hughes leírta nagyapja (James Hughes, 1813-ban lett a klub tagja) emlékezéseit a partnerek vadonba való utazásairól: 
|  | „Hatalmas folyókat utaztak át, mintha királyok új területeket foglaltak volna el. Drága bundákba öltöztek, hatalmas kenujaik, amiket a még talán skót klántagjaiknál is megbízhatóbb és hűségesebb kanadai voyageurs-eik irányítottak, pedig minden szükség- és luxuscikkel rendelkeztek. Mindig vittek magukkal az útra szakácsokat és pékeket, valamint mindenféle ínyencséget és borok kifogyhatatlan választékát. ” |
|  | |

A Beaver Club embereit vendégszeretőnek és nagyvonalúnak tartották, ennek is köszönhető, hogy vagyonukat sokszor eltékozolták. Példa erre Nicholas Montour, a North West Company tagja, aki 1792-ben 20 000 fontnyi vagyonnal vonult vissza. Vásárolt magának földbirtokot, aminek még növelnie is kellett volna vagyonát, de nyitott és adakozó jelleme vendégei irányában felemésztette mindenét majorsági házán kívül. 1808-ban John Lambert a következőket jegyezte le:
|  | „Ez túl gyakran megesik a North West Company tagjaival, akik visszavonulnak a munka terhétől. Hirtelen a civilizált életben találják magukat, miután éveket töltöttek számkivetésben sivár erdőkben barbárok között. Hajlamosak arra, hogy a luxus és kifinomultság, amiknek kísértése túl erős, hogy legyőzzék, elkápráztassa őket. Így gyakran hibába és extravaganciába esnek, aminek során elvesztik nehezen megszerzett vagyonukat. ” |
|  | |

### Célja
A klub szabályzata szerint ülésük célja, hogy „a téli időszakban meghatározott időközönként a társadalom rendkívül tiszteletreméltó férfiait, akik életük nagy részét egy vad országban töltötték, és szembesültek a kanadai prémkereskedelem nehézségeivel, összehozza.” Találkozásaikról csak töredékes feljegyzések maradtak fenn, ám ezekből nyilvánvalóvá válik, hogy a Beaver Club a North West Company csapatszellemét hivatott kifejezni.

## Hagyományok

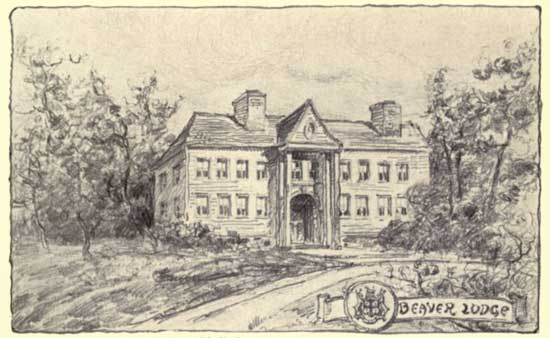
Beaver Hall, Joseph Frobisher otthona. Az 1792-ben épült étkezőben 40 vendég kényelmesen elfért

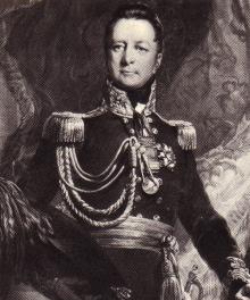
Lord Dalhousie 1824-ben írta naplójában: „Összességében nem emlékszem arra, hogy valaha kellemesebb vagy érdekesebb napom lett volna életemben, mint a Beaver Clubnál.”

Eleinte a Club tagjai szigorú zártságot tartottak fent a tagságot illetően. Később megnyitották kapuikat, és a tagszám ötven főben volt maximalizálva tíz tiszteletbeli taggal. Találkozóik során lehetőség volt új kereskedőkkel megismerkedni, akik az indián kereskedelemből időnként visszatértek. A potenciális tagokat szavazás útján választották társadalmi státuszuk és karakterük alapján, majd pedig vendégként meghívták egy ülésükre. A vacsora után újabb szavazás volt, ami után csak akkor vált taggá az illető, ha egységesen jóváhagyták. A tagok nagy része felföldi-skót volt, de voltak francia-kanadaiak, angolok, írek és a tizenhárom gyarmatról menekült loyalisták is: „mind ízig-vérig kozmopoliták ízlés és társulás szempontjából”.
A szezon első vacsoráját december első szerdáján tartották. Ezt követően kéthetente üléseket tartottak áprilisig. Üléseiket magán épületekben (nevezetesen a Beaver Hallban vagy Joseph Frobisher otthonában), valamint különféle montréali szállodákban és kocsmákban tartották. Ide tartoztak a Mansion House Hotel és a City Tavern. 
Kevés feljegyzés maradt fenn, de a közismerten részt vevő vendégek között szerepelt Lord Selkirk, Sir Gordon Drummond tábornok, Sir Isaac Brock tábornok, Washington Irving, Sir Roger Sheaffe tábornok, Sir John Franklin, Thomas Moore, John Jacob Astor és Lord Dalhousie. Az utóbbi tag naplójában a következőket írta: „Összességében nem emlékszem arra, hogy valaha kellemesebb vagy érdekesebb napom lett volna életemben, mint a Beaver Clubnál.” Lord Dalhousie hálából küldött James Hughes-nak, akivel sokat tartózkodott együtt Montréalban, egy aranyozott ezüst tubákdobozt a következő felirattal: „James Hughes-nak Dalhousie grófjától, a Beaver Club emlékére, május 24, 1824."
A vacsorák délután 4-kor kezdődtek. A tagok csipkékkel és fodrokkal gazdagon díszített ruhákban érkeztek, cipőiken ezüstcsatokkal. Nyakukon ott függött kék szalagon a Club hatalmas arany medálja a „Fortitude in Distress” (Bátorság a nehézségek között) felirattal. 
Az ünnepség kezdetét a békepipa átadása jellemezte, amelyet az est elnökének beszéde követett. Ezután pirítósokat készítettek, éspedig mindig ötöt: Mindenszentek Anyjának; a királynak; a szőrmekereskedelem minden ágazatának; feleségeknek és gyerekeknek és a távollévő tagoknak. Ezután skót dudák kíséretében egy vörös bársonyemelvényen lángoló vadkanfejet hoztak be az étkezőbe, ami a szájába helyezett kámfortól világított.
A tagokat a nagy mahagóniasztal körül szolgák felváltva szolgálták ki a keletről és nyugatról importált luxuscikkekkel, valamint tengerentúli különlegességekkel. 
Vacsora után az előbbi formalitásokat félretéve a jelenlévők régi voyageur dalokat énekeltek, és adomáztak veszedelmes kalandjaikról a régi szőrmekereskedői időkből. Az ünnepély gyakran másnap reggelig tartott. Sokszor a tagok asztalon táncoltak, és eljátszottak különböző kenus túrákat, miközben üvegek, tányérok, poharak és székek törtek össze a darab során. A padlón ülve felsorakoztak, mintha egy kenuban ültek volna, és imitálták az evezést sétabotokkal vagy kardokkal. Egy ilyen vacsorán húsz tag (köztük Sir Alexander Mackenzie és William McGillivray) reggel 4-kor még mindig énekelt és táncolt, és közel 120 üveg bort fogyasztott el, tört össze vagy öntött ki aznap este.

## Hanyatlás
A kereskedelmi bázisok létesítésével biztonságosabbá vált a vadonba való bemerészkedés, és mivel már nem voltak konkurens területek, amiket el lehetett volna foglalni, a régi felfedező szellem is eltűnt a szőrmekereskedelemben. 1809-ben a hetvenéves Alexander Henry, John Askinnek címzett levelében utalást tett a fokozódó különállásra a klub régi és új tagjai között: „Már csak mi négyen (ő maga,  James McGill, Isaac Todd és Joseph Frobisher) vagyunk életben a régi tagok közül. Az összes többi North Western-tag kezdő és fiatal srác, akik nem a mi időnkben születtek, és azt gondolják, mindenkinél többet tudnak az indiánokkal való kereskedelemről."
A klub 1804-ig folytatta találkozásait. 1807 és 1824 között volt egy feltámadt érdeklődés a klub iránt, de mikor Sir George Simpson megpróbálta feltámasztani a klub tradícióit 1827-ben, a kísérlet kudarcot vallott. A régi kereskedői szellem addigra eltűnt. Ennek ellenére számos tag, mint például Angus Shaw, Robert Dickson, William McGillivray és John Forsyth tagjai lettek a kisebb Canada Clubnak Londonban (1810 óta folyamatosan működik), ahol a találkozók az 1830-as évekig emlékeztettek a Beaver Clubra.

## Fordítás
Ez a szócikk részben vagy egészben  a   Beaver Club című angol Wikipédia-szócikk ezen változatának fordításán alapul.  Az eredeti cikk szerkesztőit annak laptörténete sorolja fel. Ez a jelzés csupán a megfogalmazás eredetét és a szerzői jogokat jelzi, nem szolgál a cikkben szereplő információk forrásmegjelöléseként.